# Scirus
Scirus – dawna naukowa baza danych prowadzona przez wydawnictwo Elsevier w latach 2001–2014. Zawierała informacje m.in. o artykułach opublikowanych w czasopismach naukowych, patentach, materiałach konferencyjnych, wybranych firmach, instytucjach naukowych i naukowcach. W przeciwieństwie do baz takich jak Scopus lub Web of Science, baza Scirus była dostępna bezpłatnie.